# Ferdinand Steiniger
Ferdinand Steiniger (* 26. Mai 1882 in Leipzig; † 23. April 1973 in Dresden) war ein deutscher Grafiker.

## Leben und Werk
Steiniger studierte in Dresden an der Königlichen Sächsischen Kunstgewerbeschule und bei Richard Müller, Oskar Zwintscher und Eugen Bracht an der Kunstakademie. Danach arbeitete er in Dresden als freier Künstler. Er gehörte seit den 1910er Jahren zu den produktivsten sächsischen Grafikern. Arbeiten Steinigers wurden u. a. 1915 und 1917 vom Königreich Sachsen für die Dresdener Sammlungen aufgekauft. 1914 war Steiniger auf der Ersten Internationalen Graphischen Kunstausstellung Leipzig vertreten. 1934 veröffentlichten die Velhagen & Klasings Monatshefte mit der Anmerkung „Meister der Graphik“ auf Seite 257 seine Radierung „Eichen auf der Heide“.
Im Dresdener Adressbuch 1943/44 ist er als Landschaftsmaler F. R. Ferdinand Steiniger in der Schandauer Straße 36 eingetragen. Diese Nähe zur Dresdner Heide regte ihn zu zahlreichen Radierungen mit Motiven von Bäumen und Waldlandschaften an. Außerdem schuf er u. a. Porträts und Exlibris.
In der Zeit des Nationalsozialismus war Steininger Mitglied der Reichskammer der bildenden Künste, des Dresdner Künstlerbunds und der Dresdner Vereinigung Schaffender Künstler e. V. Für diese Zeit ist bis 1943 seine Teilnahme an zwölf Ausstellungen nachgewiesen. 1938 hatte er eine Sonderausstellung im Badischen Kunstverein in Karlsruhe. In der DDR war er 1953 auf der Dritten Deutschen Kunstausstellung in Dresden vertreten.
Werke Steinigers befinden sich u. a. im Bestand des British Museum.

## Werke (Auswahl)
- Waldeinsamkeit (Radierung, 1912)[3]
- Eiche in der Au (Radierung, 1943)[4]
- Eichen auf der Wacholderheide (Radierung, 44 × 32 cm; auf der Dritten Deutschen Kunstausstellung)
- Burgruine Greifenstein (Radierung)[5][6]
- Das Raunen im Walde (Radierung)[7][6]